# 紫金礦業
紫金矿业集团股份有限公司（港交所：2899，上交所：601899，简称紫金矿业）是一家在香港交易所、上海证券交易所上市的工业公司，主要业务是从事铜、黃金、锌、银、锂、钼等金属矿产资源的勘探、开采、生产、冶炼及销售。
紫金矿业在中国17个省（区）和境外15个国家拥有重要矿业投资项目。其最大股东是上杭闽西兴杭国有资产投资公司，持有紫金矿业23%的股份，其所属的福建省上杭县是紫金矿业的总部所在地。紫金矿业是中国最大的黄金、铜和锌生产商之一。
截至2023年底，紫金矿业保有探明、控制及推断的权益资源量: 铜7,455.65万吨、金2,997.53吨、锌（铅）1,067.77万吨、银14,739.29吨，锂资源量（当量碳酸锂）1,346.59万吨。
紫金矿业2023年实现矿产铜100.73万吨、矿产金67.73吨、矿产锌（铅）46.70万吨、矿产银412吨，分别同比增长11.13%、20.17%、2.89%、4.09%，新增当量碳酸锂2,903吨，为中国及亚洲唯一矿产铜产量破百万吨大关矿企。

## 业务活动
2006年，紫金矿业黄金产量达到了49.28吨，其中采矿产生的黄金达到20.7吨，分别占同年中国总黄金产量的20.53%和中国黄金采矿产量的11.51%。到了2010年，紫金矿业的黄金产量已经达到了69吨。
2011年，紫金矿业实现销售收入397.63億元，利润总额57.13億元（人民幣），资产总额296.46亿元，实现和保持了净利润两位数增长，2009年12月31日公司市值达1277亿元，跻身英国《金融时报》2009年度全球500强企业（市值）排行榜第243名
紫金矿业的主营业务集中于黄金、铜等有色金属的开发。紫金矿业下属核心企业紫金山金矿是国内单体矿山保有可利用储量最大、采选规模最大、黄金产量最大、经济效益最好的黄金矿山，也是中国唯一的一座世界级金矿。
2007年，紫金矿业分別收购了英国蒙特瑞科公司（Monterrico Metals PLC）及CBML（Commonwealth & BritishMinerals Limited）的股权獲获得秘魯和塔吉克的矿产。
2012年5月31日全购澳洲金矿公司诺顿金田（Norton Gold）余下83.02%股权，每股收购价0.25澳元，较诺顿金田停牌前溢价19%，总交易金额1.8亿澳元（约13.6亿港元）。诺顿金田主要资产是澳洲Paddington金矿项目，年产黄金4.67吨。
2019年12月，路透社报道称，紫金矿业同意以13亿加元的价格收购加拿大矿企大陆黄金公司。该公司声称，大陆黄金公司的主要资产布里蒂卡项目拥有165.47吨黄金储量和187.24吨推测储量。
2020年，完成大陆黄金69.28%股份收购，收购巨龙铜业50.1%权益，收购圭亚那奥罗拉金矿。
2022年，收购苏里南罗斯贝尔金矿95%权益，收购招金矿业20%股权及海域金矿30%权益（合计持有海域金矿44%权益），收购湖南道县湘源硬岩锂矿66%权益，收购拉果错盐湖锂矿70%权益，收购阿根廷3Q锂盐湖100%权益，收购龙净环保控制权15.02%权益。
2023年，收购朱诺铜矿48.591%权益。

## 事故

### 重大酸液泄露事件“污染门”
2010年7月3日和7月16日，紫金礦業位於福建上杭的紫金山銅礦濕法廠的水池發生滲漏，約9,100立方米含有銅酸性的污水進入汀江，造成過千噸魚中毒死亡。铜厂经理、副经理和环境主管因瞒报事故9天被拘留。
2010年８月2６日，福建省政府联合检查组认定，紫金矿业铜湿法厂重大环境污染隐患已经消除。
2010年9月，福建省环境保护厅对此环境污染事件开出罚单：对紫金山金铜矿环境违法一案，重罚紫金矿业956.313万元人民币，并责令其采取治理措施，消除污染，直至治理完成。
此后三年，紫金矿业投入8亿多元，完成全部61项整改，环境安全水平有了显著的提高，抗风险能力和应对极端气候条件的能力有了很大提升。

### 溃坝事件
2010年9月20日夜间至21日白天，信宜紫金矿业所属的广东信宜市银岩锡矿矿区高旗岭尾矿库初期坝因强降雨后水位急剧上升，导致坝体右侧决口，溃坝共造成２２人死亡，房屋全倒户523户、受损户815户。
2012年9月13日，紫金矿业发布公告披露，在信宜市人民法院的主持下，由信宜市人民政府、信宜市钱排镇人民政府代表“9·21”事件受灾村民和有关单位，与信宜紫金公司就一揽子解决“9·21”事件的灾损索赔事宜达成协议。
理赔范围为，除协议中列明的石花地等9家水电站和1家水厂主张的财产损失外，在信宜市辖区范围内所有与“9·21”事件有关的财产损失，根据协议金额一揽子调解解决，理赔金额为2.45亿元。

### 哥倫比亞金礦遇襲
2023年5月17日下午，紫金矿业控股子公司大陆黄金有限公司哥伦比亚分公司旗下武里蒂卡金矿遭遇爆炸恐怖袭击。事件共造成大陆黄金外协安保公司和劳务公司的2人遇难，以及包括4名哥伦比亚国家警察在内的14人受伤，无中方人员在袭击中受伤。紫金矿业对于遇袭事件表示强烈谴责，并呼吁哥伦比亚当局加大对非法采矿相关暴力行为的打击力度，切实保护在哥投资企业的合法权益及人身安全。
2023年5月29日，紫金矿业位於哥倫比亞武里蒂卡的一名工人遭到枪击，5月30日有车辆被焚烧，結果紫金矿业位於安蒂奥基亚省金矿的工作人员撤离。6月1日，紫金矿业证券部工作人员回应媒体称，此次袭击事件主要是对矿区外围的一些骚扰，对矿区整体生产系统没有影响。
紫金矿业在哥伦比亚的金矿一直受到有黑社会背景的非法采矿者的掠夺，双方经常在矿道内交火。

## 轶事
2021年8月2日，紫金礦業被美國財富雜誌所刊發，2021年度全球500強企業，排名為487位，以248.552億美元營業額，利潤為9.433億美元，資產為279.407億美元，總合計股東權益為86.649億美元，股東權益收益率為10.9%，淨資產收益率為3.4%，截至2021年7月22日市價總值為396.24億美元。
2022年5月，紫金礦業以17.34億元人民幣，收購龍淨環保持有15.02%股權。

## 碳排放量
根据紫金矿业披露的2023年ESG报告，2023 年，紫金矿业的万元工业增加值GHG排放量为1.53t.CO2e，较2022年下降1.46%，符合对控制温室气体排放强度逐步下降的预期。从吨产品碳排放强度来看，各主要产品的当量碳排均呈现显著的下降趋势。2023年，当量铜温室气体排放强度为3.34tCO2e/tCu，较2022年下降 7.5%；2023年每盎司黄金的温室气体排放强度为497.kgCO2e/ozAu， 较2022年下降5.9%。
| 指标                    | 单位                 | 2023  | 2022 | 2021 | 2020 | 2019 |
| GHG排放总量（SCOPE1+2） | 百万tCO2e            | 8.41  | 7.78 | 7.26 | 6.11 | 5.35 |
| 万元工业增加值GHG排放量 | tCO2e/万元工业增加值 | 1.53  | 1.55 | 1.79 | 1.85 | /    |
| -范围一GHG排放(SCOPE1)  | 百万tCO2e            | 3.60  | 3.12 | 2.79 | 2.54 | 2.02 |
| -范围二GHG排放(SCOPE2)  | 百万tCO2e            | 4.81  | 4.66 | 4.47 | 3.57 | 3.33 |
| -范围三GHG排放(SCOPE3)  | tCO2e                | 3,429 | /    | /    | /    | /    |
| 气候变化专项资金        | 亿元                 | 4.56  | 5.93 | /    | /    | /    |

## 外部連結
- 紫金礦業（页面存档备份，存于）